# Burgás (Germade)
Burgás (llamada oficialmente Santa Baia de Burgás) es una parroquia española del municipio de Germade, en la provincia de Lugo, Galicia.

## Otras denominaciones
La parroquia también es conocida por los nombres de Santa Eulalia de Burgás y Santa Olaia de Burgás.

## Etimología
El origen del nombre probablemente proceda del latín (uilla) Burgalanis, indicando la pertenencia de la uilla a un possessor llamado Burgala, nombre de origen germánico.

## Organización territorial
La parroquia está formada por veintidós entidades de población, constando diecinueve de ellas en el nomenclátor del Instituto Nacional de Estadística español:
- A Alboyana (A Alboiana)
- A Arredoada
- A Escrita
- A Lagoa
- A Pena Parda
- A Pesqueira
- A Retoral (A Rectoral)
- A Ribeira
- As Casasnovas (As Casas Novas)
- As Covas
- As Mariñás
- As Testas
- A Torre
- Badoy (Badoi)
- O Agrovello (O Agro Vello)
- O Caneiro
- O Carballo Gallado
- O Pedrido
- O Portovello (O Porto Vello)
- Os Currás
- Sesulde
- Xemaré

## Demografía
| Gráfica de evolución demográfica de Burgás entre 2000 y 2019 |
|                                                              |
| Datos según el nomenclátor publicado por el INE.             |